# Melikşah Üniversitesi Gençlik ve Spor Kulübü
El Melikşah Üniversitesi Gençlik ve Spor Kulübü, también conocido como Mondi Melikşah Üniversitesi por razones de patrocinio, es un equipo de baloncesto turco con sede en la ciudad de Kayseri, que compite en la TB2L, la tercera división de su país. Disputa sus partidos en el  Recep Mamur Sports Hall, con capacidad para 500 espectadores.
El club fue fundado por la Universidad Melikşah de Kayseri en 2013. El equipo está patrocinado por Mondi, que es una empresa de muebles turca.

## Posiciones en liga
- 2014 - (1-TB3L)
- 2015 - (7-TB2L)
- 2016 - (11-TBL)

## Jugadores destacados
| - Pavle Roganović - Selahattin Akyol - Bulut Altın - Cihan Amasyalı - Barbaros Bozkurt - Hilmi Cantopçu - Batuhan Dikmen - Hadi Doğan - Mete Doğan | - Fatih Eravcı - Tufan Fındıklı - Mustafa Güçyetmez - Sertay Gürsu - Ömer Tayfun Karabey - Merthan Mutlu - Orçun Okkalı - Azizcan Özdemir - Mehmet Pazarbaşı | - Rahim Rızvanoğlu - Cahit Turan - Salih Uğraşan - Serdar Yavuz - LaRon Dendy - Leemire Goldwire - Jeremy Ingram - Curtis Kelly - Zachery Peacock |